# الدعاية في الصين
تشير الدعاية في الصين إلى استخدام الدعاية من قبل الحزب الشيوعي الصيني أو الكومينتانغ (في الماضي) للتأثير في الرأي المحلي والدولي لصالح سياساته. على الصعيد المحلي، يشمل ذلك الرقابة على الآراء المحظورة والترويج الفعال للآراء التي تحابي الحكومة، إذ تعد الدعاية محورية لعمل حكومة الحزب الشيوعي الصيني. يمكن أن يكون لمصطلح xuanchuan (يعني الدعاية أو الترويج الإعلامي) دلالة محايدة في السياقات الحكومية الرسمية أو دلالة ازدرائية في السياقات غير الرسمية. تشير بعض متلازمات xuanchuan اللفظية عادةً إلى «الدعاية» (مثلًا «حرب الدعاية»)، وبعضها الآخر إلى «الترويج الإعلامي» («وسائل الإعلام؛ وسائل الدعاية»)، وبعضها ما يزال غامضًا («داعية؛ مروّج»).
تعود مظاهر الدعاية إلى فترات مبكرة من تاريخ الصين، ولكن تجلّى أثرها الأكبر في القرنين العشرين والحادي والعشرين بسبب وسائل الإعلام والحكومة الاستبدادية. كانت أداة الدعاية الصينية في أيامها الأولى مهمة في إضفاء الشرعية على حكومة جمهورية الصين التي يسيطر عليها الكومينتانغ والتي انسحبت من الصين إلى تايوان في عام 1949. منذ استيلاء الشيوعيين على السلطة في الصين، عُرفت الدعاية خلال حقبة ماو باستخدامها المستمر للحملات الجماهيرية لإضفاء الشرعية على الدولة وسياسات القادة. كانت هذه المرة الأولى التي ينجح فيها الحزب الشيوعي الصيني في استخدام تقنيات الدعاية الجماهيرية الحديثة، وتكييفها مع احتياجات بلد سكانه ريفيون وأميون بنسبة كبيرة.
في الوقت الحالي، تُستخدم الدعاية في الصين عادةً في تنمية الاقتصاد والقومية الصينية.

## لمحة تاريخية

### الحقبة الجمهورية
نظرًا إلى ضعف الحكومة الوطنية في ذلك الوقت، كان من الصعب تنفيذ أي رقابة أو إجراءات دعائية تنفيذًا فعالًا. ومع ذلك، أُنشئ مكتب لرقابة إنتاج الأفلام وإصدارها في الصين. تعرضت أيضًا الصحف غير المؤيدة للحكومة المركزية للمضايقات. بعد الحملة الشمالية، تعاظمت سلطة الحكومة المركزية تعاظمًا كبيرًا، وأصبحت الحملات الدعائية أكثر فعالية. وُجِّهت الدعاية في أثناء الحرب الأهلية الصينية ضد الشيوعيين واليابانيين.

### حقبة ماو
يمكن تتبع نشأة نظام الدعاية للحزب الشيوعي الصيني إلى حركة يانان التصحيحية وحركات التصحيح المنفذة هناك، وبعدها أصبحت الدعاية آلية رئيسية في حملات الحزب. بيّن ماو علنًا الدور السياسي للثقافة في «محادثاته في منتدى يانان للفن والأدب» عام 1942. استمد نظام الدعاية -باعتباره جزءًا أساسيًا من «نظام الرقابة» للحزب الشيوعي الصيني- الكثير من أساليب الدعاية السوفيتية والنازية وغيرها من الدول الشمولية. ومثّل «همزة وصل» لينينية مثالية من أجل التلقين والتعبئة الجماهيرية. يلاحظ ديفيد شامباو أن الدعاية والتلقين يُعدان علامة مميزة للصين الماوية؛ إذ استخدم الحزب الشيوعي الصيني مجموعة متنوعة من تقنيات «السيطرة على الفكر»، من ضمنها الاعتقال من أجل «إصلاح الفكر»، وصناعة القدوات للاحتذاء بها، وحملات التعبئة الجماهيرية، ووضع مراقبين أيديولوجيين وفرق دعائية لأغراض التلقين، وتشريع المواد لحفظها عن ظهر قلب، والسيطرة على النظام التعليمي ووسائل الإعلام، ونظام مكبرات الصوت على مستوى البلاد، وأساليب أخرى. بينما كان يتطلع الحزب ظاهريًا إلى «المدينة الفاضلة الشيوعية»، غالبًا ما صبّ تركيزه بشكل سلبي على البحث المستمر عن أعدائه بين الشعب. لطالما كانت وسائل الإقناع مفرطة العنف «تصرف حرفي ينبثق عن صراع الطبقات الاجتماعية».
وفقًا لآن ماري برادي، أستاذة مشاركة في كلية العلوم السياسية والاتصالات بجامعة كانتربري، أخذت دعاية الحزب الشيوعي الصيني وعمله الفكري تقليديًا تصورًا عن المجال العام أوسع بكثير مما يحدده عادةً المتخصصون في وسائل الإعلام. استخدم مروجو الدعاية الصينيون كل وسائل الاتصال الممكنة المتاحة في الصين بعد عام 1949، من ضمنها الوسائط الإلكترونية مثل الأفلام والتلفزيون، والمناهج التعليمية والبحوث، ووسائل الإعلام المطبوعة مثل الصحف والملصقات، والفنون الثقافية مثل المسرحيات والموسيقى، ووسائل الإعلام الشفوية مثل حفظ أقوال ماو عن ظهر قلب، وحصص إصلاح الفكر والدراسة السياسية.
ضم تلفزيون الصين المركزي تقليديًا قناة وطنية رئيسية للدعاية المتلفزة، في حين كانت صحيفة الشعب اليومية وسيلة للدعاية المطبوعة. وفقًا لبرادي، اتسمت الدعاية والعمل الفكري خلال حقبة ماو «بالحكم بالمقالة الافتتاحية»، إذ أُطلقت الحملات السياسية ضمن المقالات الافتتاحية في صحيفة الشعب اليومية وعليه ستحذو الصحف الأخرى حذوها. استخدمت وحدات العمل ومجموعات الدراسة السياسية التنظيمية الأخرى هذه المقالات مصدرًا للدراسة السياسية، وكانت قراءة الصحف في الصين «واجبًا سياسيًا». استخدم ماو نموذج لينين لوسائل الإعلام، إذ وظّفها كأداة للدعاية الجماهيرية والتحريض والتنظيم.
خلال الثورة الثقافية، كانت الدعاية في جمهورية الصين الشعبية حاسمة في تكثيف عبادة شخصية ماو تسي تونغ، فضلًا عن حشد المشاركة الشعبية في الحملات الوطنية. وشجعت الدعاية السابقة الشعب الصيني على الاقتداء بالعمال والجنود النموذجيين في نظر الحكومة، مثل لي فينغ، وبطل الحرب الأهلية الصينية دونغ كونروي، وبطل الحرب الكورية يانغ جينسي، والدكتور نورمان بيثون، وهو طبيب كندي ساعد جيش الطريق الثامن الشيوعي خلال الحرب اليابانية الصينية الثانية. وأشادت أيضًا بثوار العالم الثالث والحلفاء الأجانب المقربين مثل ألبانيا وكوريا الشمالية بينما شوهت سمعة كل من «الإمبرياليين» الأمريكيين و «التحريفيين» السوفييت (الذين كان يُنظر إليهم على أنهم خانوا الماركسية اللينينية بعد الانقسام الصيني السوفيتي).
وفقًا لباربرا ميتلر، خلّفت دعاية ماو ذكريات لا تُمحى من العنف والافتراء على العديد من الصينيين، وأودت الضغوط النفسية بالكثيرين إلى الجنون والموت. في الوقت الحالي، لم يعد الحزب الشيوعي الصيني يستخدم دعاية ماو إلا لأغراض الحنين إلى الماضي.

### العصر الحديث
بعد وفاة الرئيس ماو في عام 1976، استُخدمت الدعاية لتشويه صورة عصابة الأربعة التي اتهمت بارتكاب تجاوزات الثورة الثقافية. خلال عصر الإصلاح الاقتصادي والتحديث الذي بدأه دينغ شياو بينغ، انتشرت الدعاية التي تروج «للاشتراكية ذات الخصائص الصينية». جرت أول حملة بعد ماو في عام 1983 وشهدت حملة مكافحة التلوث الروحي.
كانت أحداث مظاهرات ساحة تيانانمن عام 1989 مؤشرًا لكثير من كبار الحزب الشيوعي الصيني على أن التحرر الذي طال قطاع الدعاية قد تجاوز الحدود، وأن الحزب يجب أن يعيد فرض سيطرته على الأيديولوجية ونظام الدعاية.
كتبت برادي أن الدعاية والعمل الفكري أصبحا «شريان الحياة» لدولة الحزب منذ فترة ما بعد 1989، ومن الوسائل الرئيسية لضمان استمرار شرعية الحزب الشيوعي الصيني وبقائه في السلطة.
في التسعينيات من القرن العشرين، وصف منظرو الدعاية التحديات التي تواجه الدعاية والعمل الفكري في الصين على أنها «نطاق محجوب»، وشُجِّع الاتصال الجماهيري باعتباره الترياق. منذ أوائل تسعينيات القرن العشرين، أُدخلت مفاهيم انتقائية من نظرية الاتصال الجماهيري، والعلاقات العامة، والإعلان، وعلم النفس الاجتماعي، والتعليم الوطني وغيرها من مجالات الإقناع الجماعي الحديث في نظام الدعاية في الصين بهدف إنشاء نموذج حديث للدعاية.
أشار كورلانتزيك ولينك إلى أنه بتعزيز النمو الاقتصادي والقومية الصينية، حدّث الحزب الشيوعي الصيني سلطويته للحفاظ على سيطرته السياسية. وأكدا أن نخبة رجال الأعمال الذين استفادوا من النمو الاقتصادي في الصين قد قبلوا بسيطرة الحزب الشيوعي الصيني السلطوية نتيجة لذلك، ما منع الطبقة الوسطى الناشئة محدثة النعمة من تحدي حكمهم. يقول فينبي بأن الطبقة الوسطى تعلّمت تسخير النظام لصالحها بدلًا من القبول به كما هو. أشار كورلانتزيك ولينك أيضًا إلى أن الشقاق ما يزال قائمًا في أوساط الشعب الصيني فيما يتعلق بسياسات الحكومة بشأن الاقتصاد والبيئة والمجتمع، لا سيما في المناطق الريفية حيث أصبحوا أكثر وعيًا بحقوقهم الدستورية. أظهر استطلاع حديث في عام 2007 أن 70% من الصينيين يعتبرون محدثي النعمة فاسدين ولا يستحقون الاحترام.